# Pallavolo ai XXIII Giochi del Sud-est asiatico
La pallavolo ai XXIII Giochi del Sud-est asiatico si è disputata durante la XXIII edizione dei Giochi del Sud-est asiatico, che si è svolta a Manila, nelle Filippine, nel 2005.

## Podi
| Evento                         | Oro        | Argento   | Bronzo    |
| Pallavolo maschile (dettagli)  | Thailandia | Indonesia | Filippine |
| Pallavolo femminile (dettagli) | Thailandia | Vietnam   | Filippine |